# Monohelea clavipes
Monohelea clavipes är en tvåvingeart som beskrevs av John William Scott Macfie 1932. Monohelea clavipes ingår i släktet Monohelea och familjen svidknott. Inga underarter finns listade i Catalogue of Life.